# Wasseraufbereitungsanlage

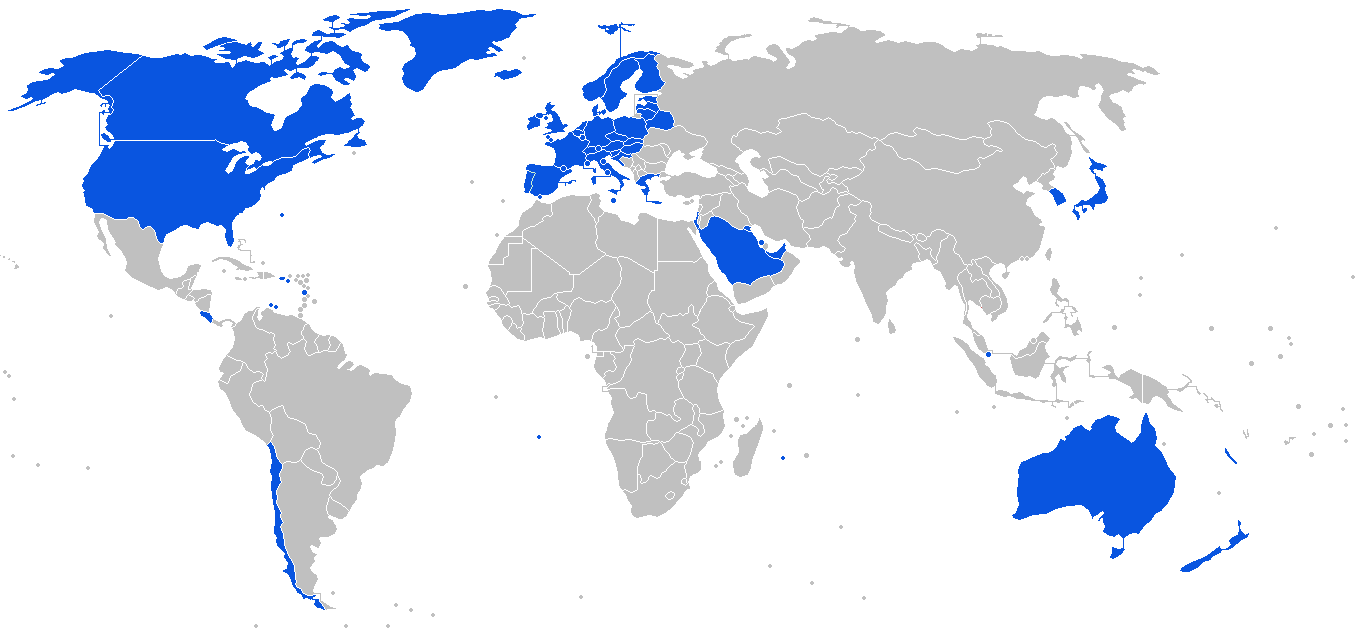
Wo man weltweit Leitungswasser trinken kann

Wasseraufbereitungsanlagen sind verfahrenstechnische Einrichtungen für Trink- und Brauchwasser, die Wasser für spezielle Anforderungen aufbereiten. Zur Wasseraufbereitung können chemische, physikalische und mechanische Verfahren eingesetzt werden.
Wasseraufbereitungsanlagen werden sowohl für Frischwasser als auch für Brauchwasser eingesetzt. Dabei werden dem aufzubereitenden Wasser, je nach Anforderung, Inhaltsstoffe entnommen und/oder zugesetzt. Die Anlagen bestehen meist aus mehreren Verfahrensschritten, wie mechanische Vorreinigung (bei Fluss- und Oberflächenwasser), Belüftung, Entsäuerung, Entcarbonisierung, Fällung, Flockung, Filteranlagen, Enteisenung und Entmanganung, Demineralisierung, Aufhärtung.

## Einsatzgebiete
- Trinkwasseraufbereitung auch für Mineralwasser
- Meerwasserentsalzung
- Prozesswasser-Aufbereitung in der Industrie
- Kühlwasser für Kraftwerke
- Wasseraufbereitung im Schwimmbad
- Abwasseraufbereitung in Kläranlagen
- Enthärtungsanlagen im Haushalt für Tee oder Kaffee
- Regenwasser-Aufbereitung im Haushalt

### Mobile Anlagen
Kleine mobile Wasseraufbereitungsanlagen zeichnen sich durch schnelle Inbetriebnahme und einfache Bedienung aus. Sie dienen dem sofortigen Einsatz vor Ort zur Gewinnung von reinem Trinkwasser und haben Kapazitäten von 5.000 bis 15.000 l/h. Sie können aber auch in der Industrie ihren Einsatz finden, z. B. um Überkapazitäten von (Prozess-)Abwasser abzuarbeiten. Hier können die Kapazitäten durchaus Größenordnungen von 30 bis 40 m³/h erreichen.
Hauptanwendungsgebiete:
- Katastrophengebiete
- Hilfsorganisationen wie Technisches Hilfswerk (THW), Deutsches Rotes Kreuz (DRK), Malteser Hilfsdienst (MHD), Österreichisches Rotes Kreuz (ÖRK), Arbeiter-Samariter-Bund Österreichs (ASBÖ)
- Trinkwassererzeugung beim Militär

Die Anlagen sind komplett ausgestattet mit allen erforderlichen Filtereinsätzen, Ansaug- und Druckwasserschläuchen sowie Produkttanks. Sie lassen sich bequem mit herkömmlichen Transportern (Kleinbus, Anhänger usw.) an den benötigten Einsatzort transportieren. Größere Anlagen werden entsprechend aufwändiger transportiert, z. B. mit Tiefladern.